# 加馬爾尼亞 (杜納伊夫齊區)
48°58′9″N 27°6′22″E / 48.96917°N 27.10611°E
加馬爾尼亞（烏克蘭語：Гамарня），是烏克蘭西部的村莊，隸屬赫梅利尼茨基州的卡緬涅茨-波多利斯基區。該村面積0.21平方公里，海拔高度178米，2022年人口0，人口密度每平方公里23.6人。